# Будинок-музей К. Г. Паустовського (Старий Крим)
Будинок-музей К. Г. Паустовського у Старому Криму — відділення літературно-художнього музею Кримський республіканський заклад «Коктебельський еколого-історично-культурний заповідник» (КРУ «Коктебельський ЕІКЗ») «Кімерія М. О. Волошина».

## Передісторія створення музею
Костянтин Паустовський був прихильником творчості Олександра Гріна. Його твори він відкрив для себе ще тоді, коли був гімназистом. Якось улітку 1924 року йому пощастило побачити великого письменника-романтика в редакції московської газети «На вахте» (укр. «На варті»). Ця зустріч дуже вразила Костянтина Георгійовича, адже він у той час починав працювати літератором.
У Старий Крим він уперше приїхав у 1934 році з бажанням побачити місто, у якому творив Олександр Грін, і відвідати його могилу, бо письменник не так давно помер (у 1932 році). Відомі три адреси, де зупинявся Паустовський: вулиця Карла Лібкнехта, 31 і 39, вулиця Суворова, 133.

## Історія
Музей створено з ініціативи Надії Семенівни Садовської. На її власні кошти було куплено будинок, а згодом її донька Олександра подарувала його музею.
Відкриття музею відбулося 23 серпня 2005 року в будинку, у який приїздив Костянтин Паустовський зі своєю майбутньою дружиною — Т. О. Євтєєвою. Письменник і його супутниця орендували дві ізольовані кімнати господині будинку —Віри Романівни Олійникової (Рутковської), яка була медиком. Відкриття музею збіглося в часі зі святкуванням 125-річчя від дня народження О. С. Гріна. 

## Заходи
Щорічний зліт шанувальників творчості письменника «Соранг» в останню неділю травня.